# Leucophenga serrata
Leucophenga serrata är en tvåvingeart som beskrevs av Bachli 1971. Leucophenga serrata ingår i släktet Leucophenga och familjen daggflugor. Inga underarter finns listade i Catalogue of Life.